# Moto Morini
Moto Morini S.r.l. — італійська компанія-виробник мотоциклів, заснована Альфонсо Моріні у Болоньї. Раніше компанія також випускала мотоцикли разом з Маріо Маззетті під назвою ММ. Morini перейшла під контроль Cagiva у 1987 році, потім в 1996 році її викупила Texas Pacific Group, яка також володіла Ducati. У квітні 1999 року права на бренд були придбані Morini Franco Motori SpA — компанією, заснованою племінником Альфонсо Моріні в 1954 році.

## Історія компанії
Альфонсо Моріні народився в 1898 році, коли «залізні» мотоцикли та автомобілі прийшли на зміну коням. Моріні був обдарованим молодим чоловіком, який мав особливу пристрасть до мотоциклів. У віці 16 років він відкрив власний гараж, в якому займався ремонтом, модифікацією і поліпшенням клієнтських моторизованих велосипедів. У 1925 році Альфонсо заручився підтримкою Маріо Маззетті (італ. Mario Mazzetti). До 1937 року вони збирали гоночні мотоцикли під маркою «ММ». Альфонсо також виступав в гонках, добившись чималого успіху. Однак, Маззетті й Моріні припинили співпрацю в 1937 році, після чого кожен пішов своїм шляхом. Тоді Альфонсо заснував компанію Moto Morini, яка згодом виграла безліч чемпіонатів Італії та цілий ряд міжнародних Гран-Прі. Moto Morini прославилися виробництвом високопродуктивних двигунів кубатурою 125 і 250 см³, які були не гірші, а іноді й кращі британських і японських аналогів.

## Гоночна історія

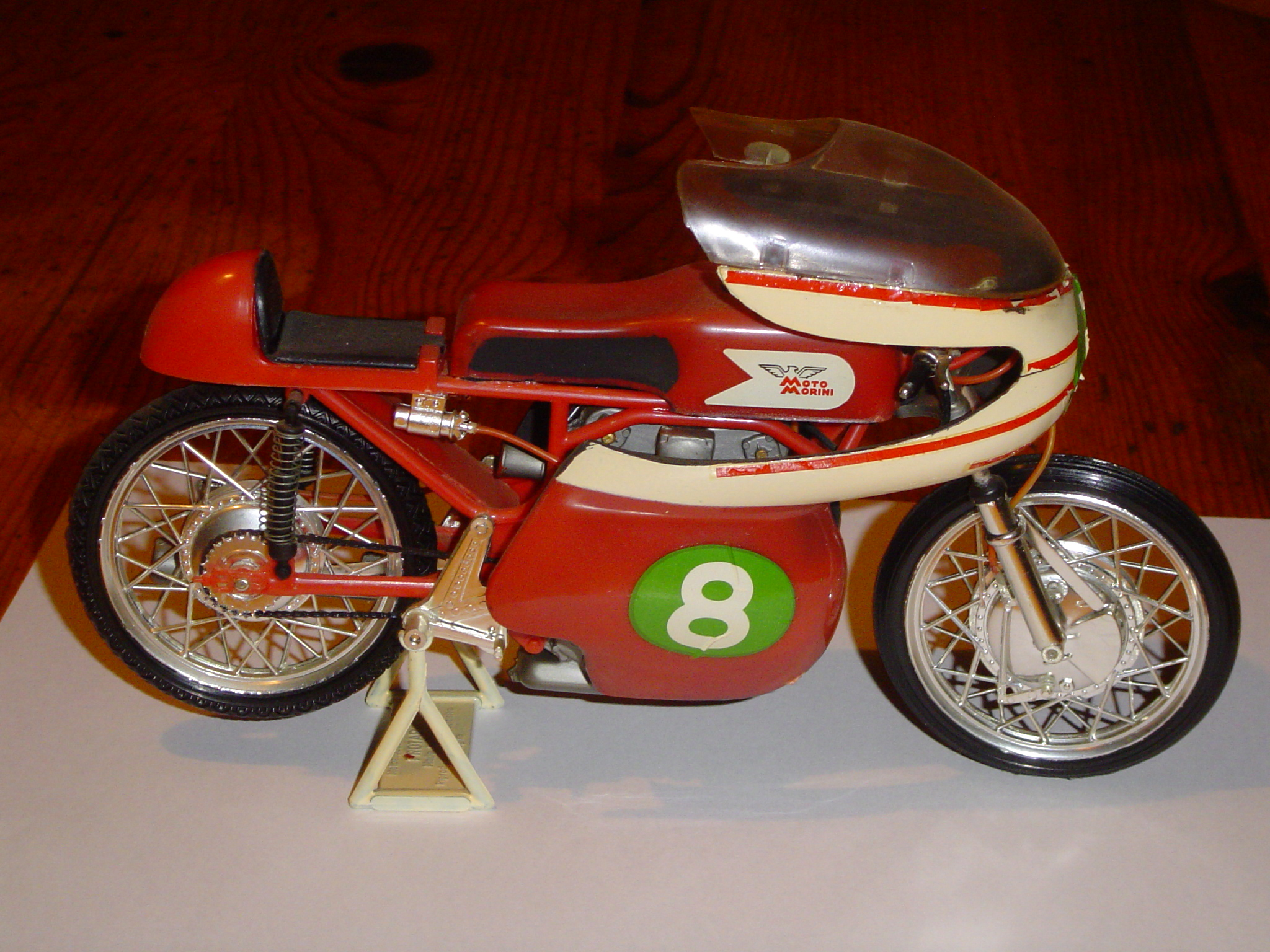
Protar Moto Morini 250 — масштабна модель мотоциклу, на якому Тарквіньйо Провіні боровся у 1963 році за чемпіонство у MotoGP в класі 250сс

У 1948 році Рафаеле Альберті виграв чемпіонат Італії у класі легких мотоциклів на двотактному «125 Competition». Умберто Мазетті виграв італійський чемпіонат у класі легких мотоциклів в 1949 році на чотиритактному 125 SOHC, потужність якого становила 12 к.с. (8,9 кВт) при 10 000 оборотів на хвилину, а максимальна швидкість перевищувала 140 км/год. У 1952 році на мотоциклі Moto Morini було виграно перші гонки за межами Італії: Еміліо Мендоні (італ. Emilio Mendogni) на чотиритактному 125 SOHC виграв обидва Гран-Прі Націй, а також Гран-Прі Іспанії.
У 1961 році Джакомо Агостіні почав свою гоночну кар'єру на мотоциклі Moto Morini Settebello, посівши друге місце в Тренто-Бондоне. Агостіні виграв кадетський чемпіонат Італії в 1962 році, та італійський юніорський чемпіонат у 1963 році.
Тарквіньйо Провіні, виступаючи на Moto Morini 250 GP, виграв чемпіонат Італії в 1961 і 1962 роках. У 1963 році він переконав Альфонсо Моріні, що вони повинні спробувати свої сили у чемпіонаті світу. Для гонок Гран-Прі використовувався мотоцикл Moto Morini Bialbero. Він був оснащений 250-кубовим 1-циліндровим двигуном з двома розподільними валами (DOHC). Силовий агрегат був встановлений в надтехнологічне шасі початку 60-их. У 1963 році команда Moto Morini ставила перед собою найвищі завдання: перемога в чемпіона світу Гран-Прі, перемога над фабричною командою Honda. Провіні весь сезон вів запеклу боротьбу за чемпіонство у класі 250 сс з Джимом Редманом на Honda. Кожен з них виграв по чотири гонки й доля чемпіонства вирішувалась у фінальній гонці у Японії, яку виграв Редман, випередивши Тарквіньйо на два очки у загальному заліку. В цілому, результат можна вважати успіхом, оскільки крихітний італійський виробник зумів кинути виклик великому концерну, яким у ті роки вже вважався Honda.

## Цікаві факти
- Мотоцикл Moto Morini Bialbero, на якому Тарквіньйо Провіні у 1963 році виступав у чемпіонаті світу MotoGP, у 2013 році був проданий за понад 137 000 $.[2]